# GEO-KOMPSAT-2
GEO-KOMPSAT-2 (acronyme de l'anglais Geostationary - Korea Multi-Purpose Satellite-2), appelé également Cheollian-2 (en coréen vision à grande distance) ou GK-2, est un programme spatial sud-coréen constitués de deux satellites météorologiques géostationnaires qui prennent la suite de COMS lancé en 2010. Le premier d'entre eux a été lancé en décembre 2018 et le second en février 2020. Les satellites d'une masse unitaire de 3,4 tonnes, disposent d'instruments complémentaires fournissant des images dans plusieurs canaux en lumière visible, infrarouge et ultraviolet pour des applications météorologiques (2A), pour l'observation des océans (2B) ainsi qu'un instrument consacré à la météorologie de l'espace.

## Historique
L'administration météorologique coréenne (KMA) est le service météorologique de la Corée du Sud. Installé dans la périphérie sud de la capitale Séoul il est chargé de collecter les données permettant d'effectuer des prévisions météorologiques et de diffuser celles-ci. Le plan sur 15 ans défini en 1996 pour le programme spatial national du pays débouche notamment sur la réalisation du premier satellite météorologique du pays baptisé COMS (Communication, Ocean and Meteorological Satellite). La conception de celui-ci est confiée à l'Institut coréen de recherche aérospatiale (KARI). Un cahier des charges est établi à partir des besoins des différents utilisateurs institutionnels (KMA mais également le ministère des pêcheries). Sur la base de celui-ci le satellite COMS, un satellite de 2,5 tonnes, est construit en coopération avec EADS Astrium avec trois missions : météorologie, observation des océans et communications expérimentales en bande X. Il est placé en orbite en 2010.
En 2010 un programme destiné à assurer la succession de COMS a été décidé et le projet a été lancé en 2012. Les objectifs poursuivis sont de poursuivre la mission météorologique de COMS en améliorant à la fois le suivi des phénomènes météorologiques violents et en améliorant la fréquence des observations, de déterminer la structure de l'atmosphère, d'améliorer le recueil des données nécessaires pour construire un modèle de prévision numérique, d'intensifier la surveillance du climat et de l'environnement (en particulier de la pollution atmosphérique) et de recueillir des données permettant de disposer de séries longues. La construction de deux satellites de la classe 3-4 tonnes - GEO-KOMPSAT-2A pour la mission météorologique et GEO-KOMPSAT-2B pour la surveillance des océans - a été confié l'Institut coréen de recherche aérospatiale (KARI) tandis que le segment sol (réception, traitement et diffusion des données) a été confié à KMA. La plateforme a été développée en se basant sur celle de COMS. Northrop et Airbus Defence and Space ont fourni le système de contrôle d'attitude d'une part et la plateforme ainsi que le système de propulsion principal d'autre part. GEO-KOMPSAT-2A a été placé sur une orbite géostationnaire (longitude 128,2°) le 4 décembre 2018 par un lanceur européen Ariane 5 ECA qui a décollé de la base de lancement de Kourou. GEO-KOMPSAT-2B a été lancé par le même type de lanceur en février 2020.

## Caractéristiques techniques du satellite
Les deux satellites GEO-KOMPSAT utilisent une plateforme identique. La masse totale des satellites au lancement est de l'ordre de 3,5 tonnes. La masse avec kilogrammes. De forme parallélépipédique, il est haut de 4,56 mètres (contre 3,26 mètres pour COMS) avec une section de 2,9 × 2,4 mètres. Ses dimensions hors tout en orbite, après déploiement des panneaux solaires et des antennes est de 4,56 × 3,8 × 8,9 mètres. L'énergie, fournie par une aile comprenant plusieurs panneaux solaires, produit 2600 watts. Le satellite est stabilisé 3 axes. Son orientation est déterminée à l'aide de viseurs d'étoiles, de capteurs solaires, de gyroscopes et d'une centrale à inertie. Les changements d'orientation sont réalisés à l'aide de roues de réaction. Les données sont transmises en bande L, en bande S et en bande X avec une débit de 115 mégabits/s sur la liaison descendante par instrument. La durée de vie est de 10 ans minimum.

## Charge utile
Les deux satellites emportent des instruments différents :
- 2A
  - AMI : Imageur à 16 canaux couvrant le spectre visible à infrarouge thermique (0,47 µm-13,3 µm) destiné aux observations météorologiques
  - KSEM : Instrument de surveillance de la météorologie spatiale
- 2B
  - GOCI-II : Imageur à 13 canaux couvrant le spectre visible à infrarouge thermique (0,38 µm-0,9 µm) couvrant le spectre visible à proche infrarouge
  - GEMS : Imageur hyperspectral couvrant le spectre visible (300-500 nm) avec une résolution de 0,8 nm

### Instrument AMI (2A)
AMI (Advanced Meteorological Imager) est un imageur fournissant des images dans 16 canaux (0,47 µm-13,3 µm) : 4 en lumière visible et 12 en infrarouge proche et moyen. La résolution spatiale atteint 0,5 à 1 kilomètre en lumière visible et 2 kilomètres en infrarouge. L'instrument produit une image du disque complet de la Terre toutes les dix minutes et une image régionale avec une fréquence paramétrable. L'instrument est fourni par la société américaine ITT Exelis.

### Instrument KSEM (2A)
KSEM (Korean Space Environment Monitor) est un instrument recueillant des données sur l'environnement spatial (météorologie spatiale). C'est une suite instrumentale comprenant un détecteur de particules, un magnétomètre et un instrument de mesure de la charge électrique du satellite. Il permet de mesurer la direction et l'énergie des particules dont l'énergie est comprise entre 100 keV et 2 MeV. L'instrument est fourni par l'université Kyunghee (KHU) de Séoul.

### Instrument GOCI-II (2B)
GOCI-II (Global Ocean Color Imager-II) est un instrument qui fournit la couleur des eaux marines dans 12 bandes spectrales en visible et proche infrarouge. Les images sont prises selon deux modes. Disque de la Terre plein une fois par jour et image régionale (2500 x 2500 km) avec une résolution spatiale au nadir de 250 mètres. Les différentes bandes spectrales permettent d'identifier la présence de certains composants dans les eaux côtières et océaniques : chlorophylle, aérosols, sédiments, phytoplancton, etc. L'instrument est fourni par Airbus Defence and Space.

### Instrument GEMS (2B)
GEMS (Geostationary Environment Monitoring Spectrometer) est un instrument chargé de déterminer la qualité de l'air dans l'atmosphère en mesurant des gaz (NO2, HCHO, O3) et les aérosols en suspension. La différent.[pas clair] Une image d'un sous ensemble de la surface de la Terre visible depuis de la position du satellite et de dimension 5000 x 5000 km) est prise une fois par heure (8 images au maximum par jour) avec une résolution de 7 kilomètres dans la région de Séoul L'image hyperspectrale est produite sur la bande spectrale de 300-500 nm avec un échantillonnage de 0,2 nm. L'instrument est construit par la société américaine Ball Aerospace & Technologies.

## Segment sol
Le centre de contrôle des deux satellites est situé au siège de KARI qui dispose de deux antennes paraboliques de 9 mètres de diamètre et d'équipements permettant le traitement et le stockage des données. Les différents utilisateurs institutionnels (pêcheries, météorologie), disposent de leurs propres antennes de réception.